# Crno seme
Crno seme (mac. Црно семе, pol. Czarne ziarno) – powieść Taško Georgievskiego, opublikowana w 1966 r. Crno seme jest pierwszą powieścią cyklu utworów, poświęconych trudnemu losowi Macedończyków w na obszarze Macedonii Egejskiej w pierwszych dziesięcioleciach XX w., podczas greckiej wojny domowej (1944-1949) oraz podczas rządów komunistycznych w Jugosławii. Na podstawie książki Kiril Cenevski wyreżyserował w 1971 film pod tym samym tytułem.
Powieść nie była tłumaczona na język polski.
Akcja powieści rozgrywa się podczas greckiej wojny domowej. Grupa żołnierzy armii greckiej uznana została za niepewną (ze względu na podejrzenia o poglądy komunistyczne oraz mających słowiańskie, niegreckie pochodzenie) i wywieziona najpierw do tymczasowego obozu, potem na jedną z greckich wysp. Celem odosobnienia jest skłonienie żołnierzy do podpisania deklaracji lojalności wobec greckiego króla oraz rezygnacji z własnej tożsamości narodowej. Mimo tortur i nieludzkiego traktowania przez greckich oficerów, bohaterowie powieści (Andonis „Done” Sovitzanos, właśc. Sovičanov, pochodzący ze wsi Sarakinovo, niedaleko Edessy oraz Christos „Christo” Soglamov) nie rezygnują ze swych ideałów i nie poddają się naciskowi.
Jak pisze macedoński literaturoznawca Georgi Stardelov, Crno seme to powieść, przedstawiająca walkę człowieka i narodu w obronie zagrożonej tożsamości.